# Pancheria robusta
Pancheria robusta är en tvåhjärtbladig växtart som beskrevs av André Guillaumin. Pancheria robusta ingår i släktet Pancheria och familjen Cunoniaceae. Inga underarter finns listade i Catalogue of Life.